# 加拿大婚姻制度
根據《1867年憲法法令》（Constitution Act, 1867）第91(26)條，加拿大國會對加拿大的婚姻及離婚擁有獨有的立法權限。《1867年憲法法令》亦在第92(12)條賦予省級立法機構制定法例以規管婚禮的舉行（solemnization of marriage）的的權力。
2001年，加拿大有146,618人結婚，比2000年的157,395人下降了6.8%。愛德華王子島省的離婚率最高（每1,000人中有6.5人），魁北克省最低（3.0）。
在加拿大結婚，可以選擇舉行世俗婚姻（civil marriage）儀式，亦可以選擇舉行宗教婚姻（religious marriage）儀式。婚禮可由神職人員、婚姻監誓員（marriage commissioner）、法官、太平紳士或法庭書記（clerk of the court）主持，具體取決於各省及地區規管婚禮的法律。2001年，加拿大76.4%的婚姻為宗教婚姻，其餘的23.6%則由非神職人員主持。
自2005年以來，同性婚姻在加拿大全國範圍內已完全法制化。在此之前，由2003年開始，加拿大10個省份中的8個，以及3個地區中的1個，已經在它們當地法院的決定下將同性婚姻法制化（參見安大略省同性婚姻）。

## 婚姻限制

### 親屬關係
聯邦《婚姻（親等限制）法令》（Marriage (Prohibited Degrees) Act）第2條禁止以下關係的人士結婚：
(1) Subject to subsection (2), persons related by consanguinity, affinity or adoption are not prohibited from marrying each other by reason only of their relationship.
(2) No person shall marry another person if they are related lineally, or as brother or sister or half-brother or half-sister, including by adoption.
譯文如下：
(1) 除第(2)款另有規定外，有血親、姻親或領養關係的人不會僅因他們之間的關係而不得結婚。
(2) 任何人不得與其直系親屬、其同胞兄弟姊妹，或其同父異母或同母異父兄弟姊妹（包括由領養產生的兄弟姊妹關係）結婚。

#### 《婚姻（親等限制）法令》目錄
- Short title 簡稱
- No prohibition 沒有限制
- Prohibition 限制
- Marriage not invalid 婚姻有效
- Marriage void 婚姻無效
- Complete code 完整規則
- Commencement 生效日期

### 配偶的同意
結婚的雙方必須自由同意。 強迫他人結婚為《刑事法典》（Criminal Code）第293.1條所訂明的刑事罪行。此外，《世俗婚姻法令》（Civil Marriage Act）第2.1條訂定：「雙方需在自由兼知情的同意下才能結婚成為彼此的配偶。」（Marriage requires the free and enlightened consent of two persons to be the spouse of each other.）

### 配偶的年齡
自2015年以來，聯邦法律將絕對最低結婚年齡設定為16歲。各省及地區可能會將最低結婚年齡設定為更高的歲數。在加拿大，各省及地區一般將成年歲數定為18歲或19歲，因此法律對該年齡以下未成年人的結婚有着額外的限制（即家長及法院的同意）。《刑事法典》第293.2條還涉及到16歲以下人士的婚姻，內容如下：「任何人在明知其中一名結婚人士未滿16歲的情況下慶祝、協助或參加結婚儀式的人，均犯有可公訴罪行，可處不超過五年的監禁。」《世俗婚姻法令》第2.2條亦規定：「未滿16歲的人士不得締結婚姻。」這些規定於2015年頒布。在此之前，在加拿大的部分省及地區，16歲以下的兒童可以在家長同意或法庭裁定的情況下結婚。（在那時，在部分省及地區，經家長同意後的法定結婚年齡甚至可能低至7歲。）

#### 各省及地區最低年齡
- 卑詩省：19歲，或16歲（經家長同意）。[11][12]
- 亞伯達省：18歲，或16歲（經所有家長或法定監護人同意）。[13]
- 沙斯卡寸旺省：18歲，或16歲（需由家長或監護人在沙斯卡寸旺省結婚許可證發出人、神職人員或任何獲授權監理誓章（take affidavits）的人在場的情況下簽署並填寫《未成年人士結婚同意書》（Consent to Marriage of a Minor）表格。「如果家長或監護人拒絕同意結婚，未成年人可以向省級法院或皇座法庭的法官申請免除其同意要求的裁定。未成年人可以通過向沙斯卡寸旺省的法院申請的方式以獲得法官的裁定。」）。[14]
- 緬尼吐巴省：18歲。[15]
- 安大略省：18歲，或16歲（需獲得雙方家長的書面同意）。[16]
- 魁北克省：18歲，或16歲（經法院批准）。[17]
- 紐賓士域省：18歲，或16歲（需獲得家長或監護人簽署的同意誓章）。[18]
- 諾華斯高沙省：19歲，或17歲（需填寫並簽署同意書表格） [19]
- 愛德華王子島省：18歲，或18歲以下（需獲得家長填寫並簽署同意書表格）。[20]
- 紐芬蘭與拉布拉多省：19歲，或19歲以下（「可能需要特別同意」）。 [21]
- 育空地區：19歲，或19歲以下（經家長或法定法定監護人同意）。 [22]
- 西北地區：19歲，或19歲以下（經家長同意）。 [23]
- 努拿烏特地區：19歲，或16歲（經家長同意）。 [24]

## 離婚
加拿大境內的離婚事宜由聯邦《離婚法令》（Divorce Act）規管。
有下列理由之一者可准予離婚：
- 婚姻已破裂至無可挽救，且雙方分居已滿一年（《離婚法令》第8(2)(a)條）
- 一方曾有通姦（adultery）行為（《離婚法令》第8(2)(b)(i)條）
- 一方曾「以身體或精神上虐待的方式對待另一方，以致其無法容忍繼續同居」（《離婚法令》第8(2)(b)(ii)條）

### 《離婚法令》目錄
- 1 - Short Title 簡稱
- 2 - Interpretation 釋義
- 3 - Jurisdiction 司法管轄權
- 7.1 - Duties 責任
- 7.1 - Parties to a Proceeding 訴訟各方
- 7.7 - Legal Adviser 法律顧問
- 7.8 - Court 法庭
- 8 - Divorce 離婚
- 15 - Corollary Relief 推斷性濟助
- 15.1 - Child Support Orders 子女贍養令
- 15.2 - Spousal Support Orders 配偶贍養令
- 15.3 - Priority 優先次序
- 16 - Best Interests of the Child 兒童的最佳利益（即「最能保障兒童利益的情況」）
- 16.1 - Parenting Orders 管養令[26]
- 16.5 - Contact Orders 探視令
- 16.7 - Change in Place of Residence 居住地方的改變
- 16.9 - Relocation 遷移
- 17 - Variation, Rescission or Suspension of Orders 命令的更改、撤銷或中止
- 20 - Legal Effect, Enforcement, Compliance and Assignment 法律效力、執行、遵從及轉讓
- 21 - Appeals 上訴
- 21.1 - General 通則
- 32 - Transitional Provisions 過渡性條文
- 33 - Divorce Act, R.S. 1970, c. D-8
- 35.1 - Divorce Act, R.S. 1985, c. 3 (2nd Supp.)
- 36 - Commencement 生效日期

## 多配偶制婚姻
在加拿大，踐行多配偶制婚姻（polygamy）屬於刑事罪行，但極少被檢控。2014年3月，加拿大摩門教一分支組織的兩領袖布萊克摩爾（Winston Blackmore）及奧利（James Oler）被控以踐行多配偶制婚姻的罪行。對他們的檢控是加拿大65年來首例此類案件。2007年，卑詩省的一名獨立檢控員（independent prosecutor）建議加拿大的法院就「將踐行多配偶制婚姻定為犯罪的法律是否符合憲法」作出裁定。卑詩省最高法院（Supreme Court of British Columbia）在2011年的一個案件轉介（reference case）中維持了加拿大關於多配偶制婚姻的法律。
2018年3月9日，卑詩省最高法院再次維持了加拿大反多配偶制婚姻法律的合憲性，由此維持了2017年7月對布萊克摩爾與奧利踐行多配偶制婚姻的定罪。